# حمله انتحاری اردیبهشت ۱۳۹۷ کابل
انفجار انتحاری ثور ۱۳۹۷ کابل حمله انتحاری است که در صبح ۲ ثور ۱۳۹۷ در حوزه ششم کابل منطقه دشت برچی رخ داد و دستکم ۷۰ تن کشته و ۱۲۰ تن زخمی شدند. داعش با انتشار بیانیه‌ای مسئولیت این حمله را بر عهده گرفت.

## جزئیات
حمله انتحاری حدود ساعت ۹ صبح روز یکشنبه ۲ ثور/اردیبهشت ۱۳۹۷ در ورودی مرکز توزیع شناسنامه در پشت مکتب/مدرسه مایل هروی در قلعه ناظر در حوزه ششم پلیس کابل اتفاق افتاد. این حمله توسط یک عامل انتحاری هنگامی که تعداد زیادی از مراجعه کنندگان در ورودی مرکز توزیع شناسنامه در صف قرار داشتند اتفاق افتاد. علاوه بر افرادی که در صف قرار داشتند کودکانی نیز که به سمت مدرسه می‌رفتند نیز حضور داشتند و حدود ۵ کودک نیز در میان کشته شدگان قرار دارد. بسیاری از افرادی که در میان کشته شدگان قرار داشتند افراد غیرنظامی بودند که برای حضور در انتخابات مجلس و شوراهای ولسوالی که قرار است ماه میزان/مهر همین سال برگزار شوند می‌خواستند شناسنامه و کارت رای دهی بگیرند.

## کشته‌ها
طبق آخرین آمارهایی که توسط منابع پلیس منتشر شده در این حمله ۷۰ تن کشته و ۱۱۹ تن زخمی شدند.

## مسئولیت حمله
داعش در اعلامیه‌ای با انتشار تصویر یکی از اعضای گروه خود به نام قاری پیشاوری مسئولیت این حمله را بر عهده گرفت.

## واکنش‌ها
پس از این حمله دولت افغانستان ۴ مرکز توزیع شناسنامه را در کابل بست و قرار شد پس از تدابیر بیشتر امنیتی مجدد این مراکز را فعال کند.
- حامد کرزی: رئیس‌جمهور پیشین افغانستان ضمن محکوم کردن این حمله گفت: «این حمله که در منطقه دشت برچی کابل بوقوع پیوسته و شماری از هموطنان عزیز ما را کشته و زخمی نموده‌است کار دشمنان صلح و ثبات کشور و در تضاد با تمام اصول و ارزش‌های انسانی و اسلامی است و ما آن را شدیداً محکوم می‌کنیم».[۸]